# 마쓰무라밑드리개미
마쓰무라꼬리치레개미는 불개미아과의 개미로 전국에서 발견되는 개미이다.  불개미속에 속하며 배가 뾰족하다. 여왕개미와 일개미의 평균 몸길이는 각각 평균 8mm, 3mm로 병정개미는 존재하지 않는다. 주로 생나무나 벚나무, 소나무의 고목에 서식하는 수상영소성 개미이며, 혼인 비행은 대개 8월에 이뤄진다. 쌍꼬리부전나비와 공생 관계에 있으며 쌍꼬리부전나비 애벌레를 사육하는데, 쌍꼬리부전나비는 마쓰무라꼬리치레개미의 집에 살면서 보금자리와 먹이를 제공받고, 개미는 애벌레가 분비하는 먹이를 얻는다.

## 같이 보기
- 한반도 개미의 종류
- 노랑밑드리개미
- 검정밑드리개미